# Юнусабад Актепа

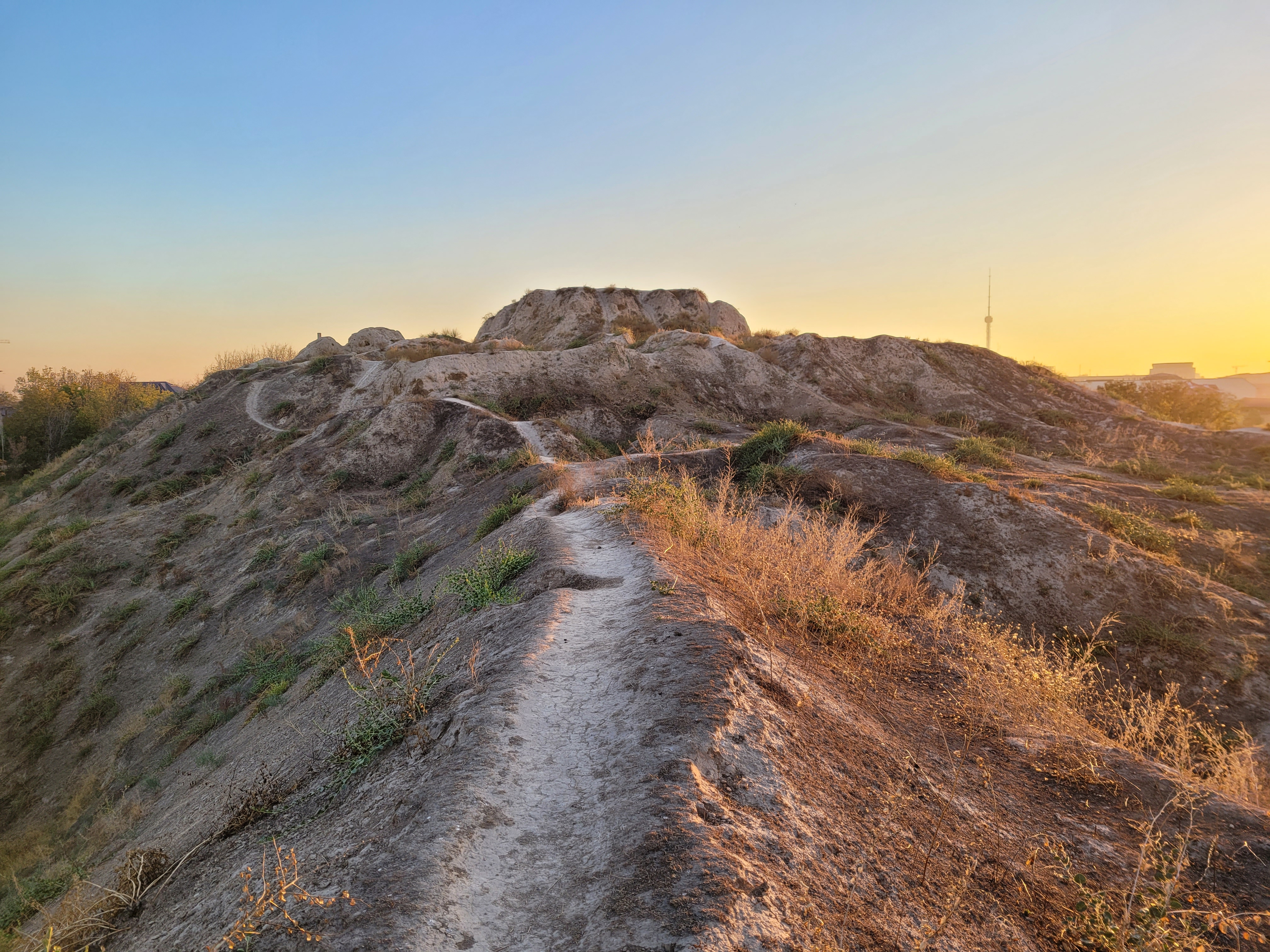
Общий вид городища

Юнусаба́д Актепа́ (узб. Yunusobod Oqtepasi/Юнусобод Оқтепаси) — археологический памятник на территории Ташкента, средневековое (V—XIII века), городище. Укреплённая усадьба доарабского периода на территории Юнусабад Актепа предположительно являлась летней резиденцией тудуна Чача. Она является уникальным по сохранности памятником пахсового зодчества VII—VIII веков и представляет интерес для изучения тогдашней архитектуры и фортификации. Расположен на северо-востоке современного города, близ 17 квартала массива Юнусабад. Местность, в которой находится городище, обводняется некрупным оросительным каналом (арыком) Актепа.

## История
Судя по ряду доказательств, таким как нумизматические находки, следы сильного пожара, дворец постигла катастрофа в первой четверти VIII века, что соответствует грабительскому походу арабов в Чач. Отчасти повторное обживание разрушенных остатков крепости произошло в второй половине VIII века. В IX и XII веках Юнусабад Актепа входило в число укреплённых поселений в округе тогдашней столицы Чача — Бинкета. К моменту монгольского нашествия в начале XIII века оно пришло в упадок.

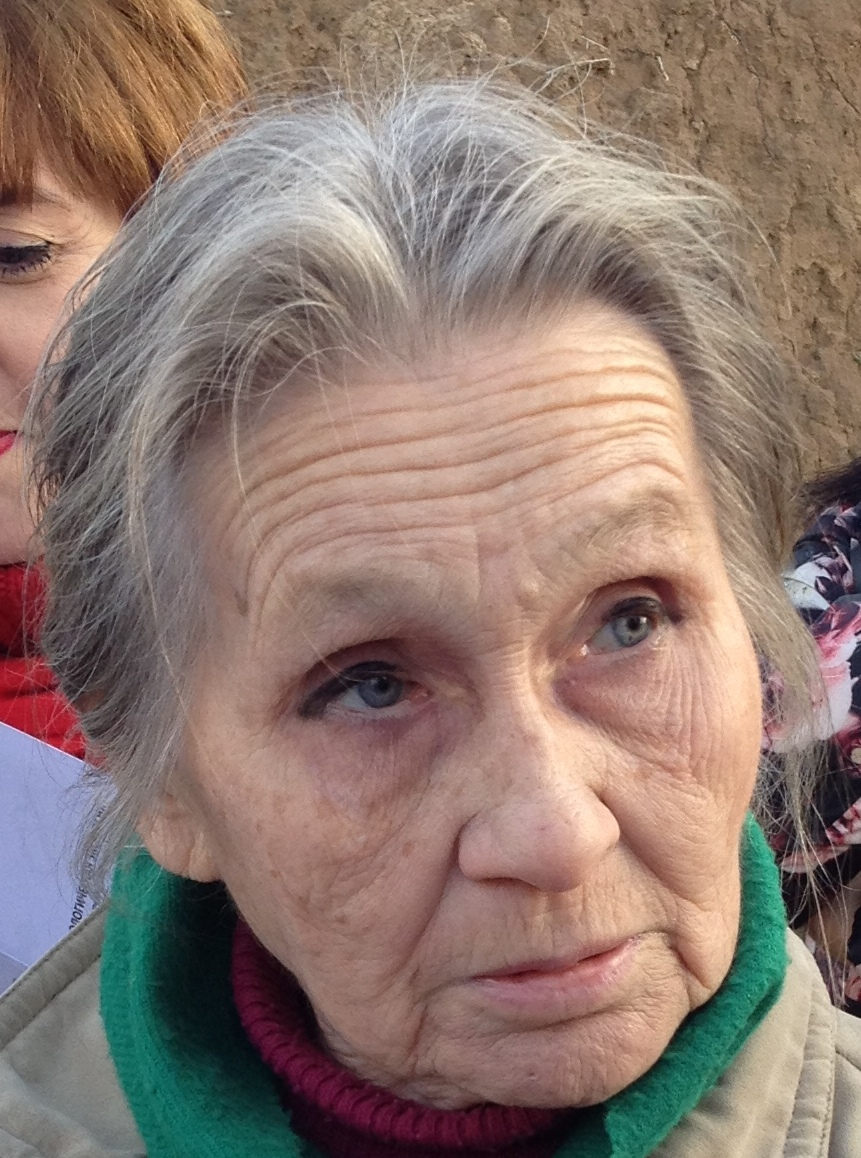
Маргарита Филанович

### История изучения
Археологический памятник был впервые отмечен В. П. Наливкиным в работе «О курганах в окрестностях Ташкента» (1886 год). В 1940—41 годах достаточно активные раскопки, носившие, однако, рекогносцировочный характер, произвёл А.И. Тереножкин, впервые осветив археологический памятник в научных публикациях. Основное изучение городища произведено Ташкентской археологической экспедицией (в состав которой входили М.И. Филанович, М.С. Мерщиев, Д.П. Вархотова, Э.В. Ртвеладзе, С.Р. Ильясова, Э.М. Юлдашева) в 1975 и 1977—1985 годах.

## Строения
Общая площадь археологического памятника составляла около 100 гектаров. В настоящее время большая часть этой территории застроена квартала города Ташкента. В южной части городища располагаются руины замка-крепости (кешка) в виде высокого холма с отвесными склонами (высотой порядка 22—28 метров), к которому примыкало неукреплённое поселение.
Дворец размером 86–180 м ориентирован приблизительно с севера на юг и отделён от селения оврагом значительной глубины, который выполнял функцию крепостного рва. По данным раскопок, замок был построен в V веке нашей эры на возвышенности, используя древнюю платформу из кирпича-сырца (пахсы). Он состоит из двухэтажного здания с протяжённой и широкой лестницей (пандусом). Первый этаж имел размеры 80х80 м, второй этаж - 50х50 м. С внутренней стороны оба этажа опоясывает кольцом длинный коридор-галерея, кнаружи от которой была возведена высокая стена. Ширина галереи составляет 2 метра, высота — 2,3 метра. Внешняя стена и крыша, аркообразно покрывающая коридор-галерею выложены блоками из кирпича-сырца (пахсы), известными в народе как девгишт, с использованием продолговатых пахсовых кирпичей. Блоки имеют размер 70 x 70 x 70 см. По углам верхнего коридора располагались круглые купольные башни с комнатами внутри. Внутренняя часть здания состояла из длинных и узких комнат с куполообразными крышами, которые соединялись системой коридоров.
В первой четверти VII века произошла перестройка усадьбы. Узкие помещения были забутованы землей, тем самым превратив здание в прочный постамент, на котором были возведены новые постройки. Четыре угловые башни были укреплены, а в юго-западной части усадьбы был возведён замок-кешк площадью 22 x 22 метра. Замок имел форму многоярусной пирамиды с башней-донжоном, обладая четырьмя оборонительными ярусами. Судя по сохранной части постройки, он также являлся двухэтажным. Его нижний этаж был занят арочными комнатами, на верхнем этаже проживал владелец и располагалась гостевая. 
В северной части дворца обнаружено 10 комнат, слагавших  храмовый комплекс. Культовые сооружения постепенно сформировались вокруг купольного мавзолея-науса. К нему примыкало двухкомнатное святилище, в одном из помещений которого находился алтарь огня, а другое служило церемониальным залом. В отдельных помещениях совершались поминальные жертвоприношения и проживал жрец.
В восточной части крепости располагалось 9 вытянутых двухэтажных зданий хозяйственно-подсобной части. В некоторых из имелась узкая глиняная супа, примыкающая к внутренней стене, в задней стене проделаны световые оконца, сохранились отверстия для балок. Первый этаж, в основном, служил складскими помещениями, где на супах в больших керамических сосудах (хумах) хранились запасы продуктов питания: муки, масла и вина. Второй этаж служил жилищем прислуги и гарнизона стражи. Замок располагал собственными печами-тандырами для хлеба и кухонными очагами. Кроме того, отдельное помещение в подсобном дворе занимала винодавильня. 
Раскопки также производились в примыкающей к замку части крепости-городища, в районе внешней стены крепости, жилищах чокаров во дворе и вдоль стены, на части поднимающейся к замку подъездной дороги, в помещениях парадного комплекса, примыкающего к воротам. 

## Археологические находки
Помимо обычных для городищ Средней Азии обломков керамики, при археологических работах на городище было обнаружено каменное, костяное и металлическое оружие, ювелирные изделия (серебряные перстни со вставками горного хрусталя), железные ножи, кинжалы, трехлопастные наконечники стрел, каменные жернова, цветная терракота. При раскопках усадьбы были обнаружены серебряные монеты местных правителей V века, 12 дирхамов Омейядов и медная монета с согдийскими надписями. 

## Галерея

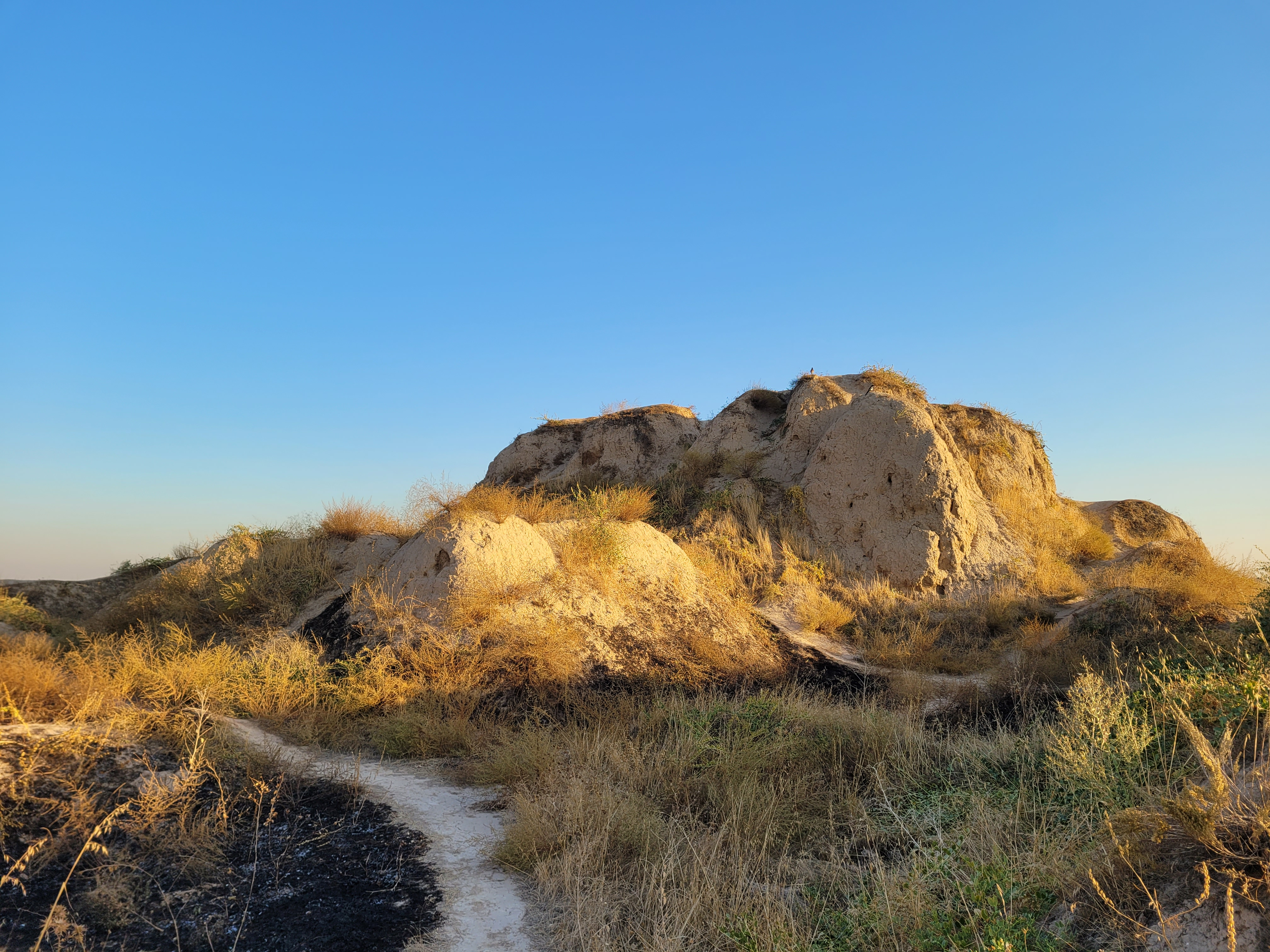
Останки городища
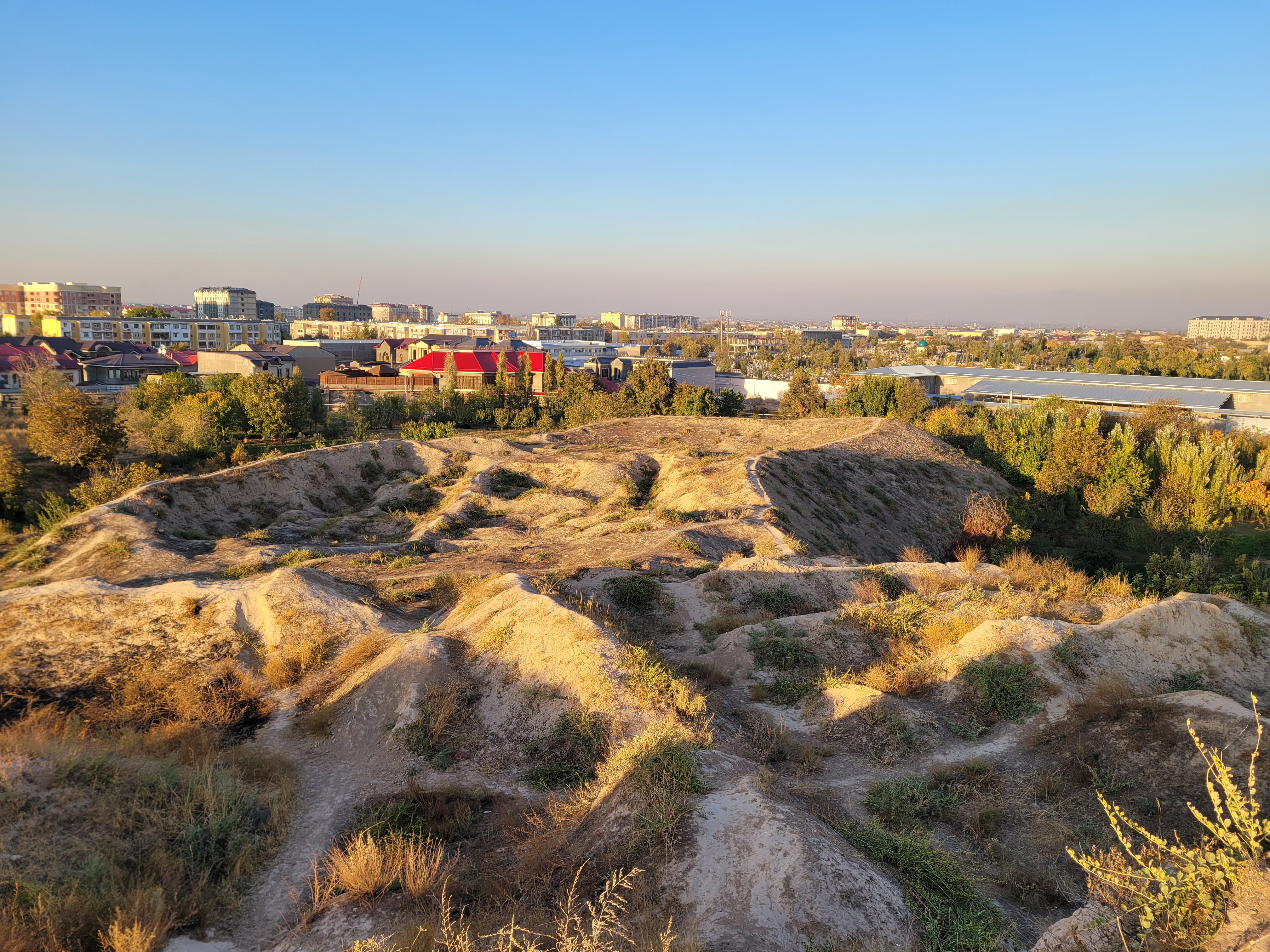
Вид с высшей точки городища